# Koepckehokko
Der Koepckehokko (Pauxi koepckeae) ist eine Vogelart aus der Familie der Hokkohühner (Cracidae). Er kommt in Peru vor. Das Artepitheton ehrt die deutschstämmige Ornithologin Maria Koepcke (1924–1971), die den Großteil ihres Lebens in Peru verbrachte. 

## Merkmale
Der Koepckehokko erreicht eine Körperlänge von 85 bis 95 cm. Das Gefieder ist überwiegend schwarz mit unterschiedlichen bläulichen Schimmer. Der Steiß und die schmale Schwanzspitze sind weiß. Der Schnabel ist leuchtend rot. Der lange hell graublaue Helm ist flach am Kopf anliegend. Die Beine sind üblicherweise hellrot, aber die des Männchens sind während der Brutzeit gelblich. Die Art unterscheidet sich vom Hornhokko (P. unicornis) durch einen kürzeren, runderen und weniger reinblauen Helm. Der Schimmer im Gefieder ist bläulich statt grünlich. Die weiße Schwanzspitze ist sehr schmal und im Feld oft nicht sichtbar. Die Geschlechter ähneln sich, aber beim Weibchen existiert auch eine rötliche Farbmorphe.

## Systematik
Der Koepckehokko wurde 1971 von John Seddon Weske und John Terborgh als Unterart des Hornhokkos beschrieben. 2011 wurde er als eigenständige Art abgespalten.

## Verbreitungsgebiet

Verbreitungsgebiet des Koepckehokkos

Der Koepckehokko ist auf die Hänge des Sira-Gebirges in Region Huánuco im Osten Perus beschränkt.

## Lebensraum
Der Koepckehokko bewohnt den Nebelwald gewöhnlich in 1100 bis 1500 m Höhe. Er wurde aber auch in Höhenlagen von bis zu 1690 m nachgewiesen, wo der Wald von Moosen und Chusquea-Bambus dominiert wird. In der Trockenzeit werden gelegentlich Individuen etwas tiefer, bis zu 950 m, am oberen Rand des montanen Waldes beobachtet. Die Fläche des geeigneten Lebensraums ist sowohl geografisch als auch in Bezug auf die Höhenlage sehr klein.

## Nahrungsverhalten
Die Nahrung besteht aus Früchten, Samen und weichen Pflanzen sowie Gliederfüßern und deren Larven. Die Nahrungssuche findet am Boden statt, wobei die Tiere offenbar meist einzeln und vor allem nachmittags anzutreffen sind. Die Art ist vermutlich weniger gesellig als der sympatrische Amazonashokko (Mitu tuberosum).

## Stimme
Der Höhepunkt des Gesangs und damit wahrscheinlich auch der Fortpflanzung ist am Ende der Regenzeit (mehrere Monate später als beim Hornhokko, der seinen Höhepunkt zu Beginn der Regenzeit erreicht). Der Gesang ist eine tiefe, dröhnende Phrase von 3 bis 4 Tönen, die alle ca. 4 Sekunden wiederholt werden, wobei der erste Ton am lautesten ist. Er ist viel kürzer als der Gesang des Hornhokkos und besteht aus weniger Phrasen mit weniger Tönen, und es fehlt der charakteristische letzte laute Ton, der den Gesang des Hornhokkos ausmacht. Der Alarmruf ist ein explosives, zweisilbiges k-sop, das normalerweise von horizontalem Schwanzfächern begleitet wird im Gegensatz zu den vertikalen Schwanzstößen beim Hornhokko.

## Fortpflanzungsverhalten
Die Balzrufe erreichen offenbar im Februar und März, am Ende der Regenzeit, ihren Höhepunkt. Jungvögel wurden im Juni beobachtet. Es wurde vermutet, dass brütende Männchen während des Höhepunkts der Balzrufe ein Verhalten zeigen, das als „explodiertes Lek“ bezeichnet wird, wobei sie sich möglicherweise in den Kammwäldern versammeln, weit weg vom Geräusch der Wasserläufe in den darunter liegenden Tälern. Dieses System wurde für verwandte Arten nicht ausreichend nachgewiesen, und der Koepckehokko ist möglicherweise nur lückenhaft in der von ihm bewohnten, ökologisch vielfältigen Landschaft verbreitet. Es liegen keine Informationen über andere Aspekte der Brutbiologie vor.

## Status
Der Koepckehokko wird in der IUCN Red List als vom Aussterben bedrohte Art klassifiziert. Er hat ein sehr kleines Verbreitungsgebiet, beschränkt auf das Sira-Gebirge in Huánuco in Zentral-Peru. Die derzeitige Gesamtpopulation wird auf weniger als 250 geschlechtsreife Individuen geschätzt, was einem geschätzten Maximum von weniger als 400 Individuen entspricht, und sie ist rückläufig. Nach ihrer Entdeckung im Jahr 1969 wurde die Art mehr als vier Jahrzehnte lang nicht erfasst und erst 2005 wiederentdeckt. In den Jahren 2006 und 2008 wurde der Koepckehokko an vier Orten entdeckt, die alle im Umkreis von 30 km im Sira-Gebirge lagen. 2015 gelangen mit Hilfe von Kamerafallen die ersten Foto- und Videoaufnahmen des Koepckehokkos. 
Obwohl eine Dichte von 8,3 singenden Männchen/km² errechnet wurde, ging man davon aus, dass es sich dabei um ein Lek handelte und nicht um eine typische Bestandsdichte. Es liegen sehr niedrige Begegnungsraten vor, die bei allen anderen Erhebungen in geeigneten Lebensräumen festgestellt wurden. Die wahrscheinliche Dichte innerhalb des ermittelten Verbreitungsgebiets wird daher auf weniger als 1 Individuum/km² geschätzt, eine Zahl, die mit der sehr niedrigen Begegnungsrate bei früheren Erhebungen übereinstimmt. Lokale Berichte deuten darauf hin, dass die Art hier sehr selten ist. Die größte Bedrohung ist die anhaltende Bejagung durch die lokale Bevölkerung, die sich wahrscheinlich sehr nachteilig auswirkt. Die Art wurde aufgrund von Berichten von Jägern wiederentdeckt, und im Jahr 2008 versuchte ein Jäger, Koepckehokkos als Bushmeat an lokale Restaurants zu verkaufen. Trotz des gesetzlichen Schutzes gibt es keine konzertierten Bemühungen, die örtliche Bevölkerung über die globale Bedeutung der Hokkos zu informieren und keine bestehende Infrastruktur, um den Schutz zu gewährleisten. Die Gefährdung durch die Jagd werden durch die Auswirkungen des Straßenbaus und der damit verbundenen ländlichen Entwicklung verstärkt, die die Ausbreitung der Art behindern. Ihr spezialisierter Lebensraum ist durch die Subsistenzlandwirtschaft, die fortschreitende Besiedelung der Vorgebirge und die zunehmende Jagd bedroht. Neben der Abholzung der Wälder durch Siedler stellen Bergbau, Erdölförderung und illegaler Holzeinschlag potenzielle künftige Bedrohungen für das Sira-Gebirge dar. Obwohl das Gebiet, in dem diese Art vorkommt, theoretisch durch das Reserva Comunal El Sira geschützt ist, ist die Jagd dort nach wie vor keine Seltenheit. In den nördlichen, tiefer gelegenen Gebieten innerhalb der Grenzen des Reservats wurde ein erheblicher Verlust der Baumkronen festgestellt.